# Cerdedo-Cotobade
Cerdedo-Cotobade (em espanhol, Cerdedo-Cotobad) é um município da Espanha na província 
da Pontevedra, comunidade autónoma da Galiza, de área 214,5 km² com população de 6107 habitantes (2017) e densidade populacional de 28,5 hab/km².
O município criou-se o 22 de setembro do 2016, a partires da fusão dos municípios de Cerdedo e Cotobade.